# Nuklearna elektrana Krško
Nuklearna elektrana Krško (kratica: NEK) je nuklearna elektrana s Westinghouseovim tlakovodnim reaktorom snage 696 MW.  Nuklearna elektrana se nalazi u Republici Sloveniji, na lijevoj obali rijeke Save 3 kilometra nizvodno od grada Krško. Republika Hrvatska i Republika Slovenija suvlasnice su nuklearne elektrane, svaka s udjelom od 50 % te svaka dobiva 50 % proizvedene električne energije. Radi se o prvoj nuklearnoj elektrani zapadnog tipa izgrađenoj u nekoj od tadašnjih socijalističkih zemalja.
Snaga elektrane originalno je bila 632 MW, a nakon zamjene parogeneratora i osuvremenjavanja elektrane 2000. godine iznosi 696 MW. Na godišnjoj razini električna energija dobivena iz NE Krško čini oko 16 % od ukupne električne energije potrošene u Republici Hrvatskoj. Godišnje elektrana proizveda oko 5,5 milijardi kWh električne energije. NEK radi u 18-mjesečnom nuklearnom gorivnom ciklusu, tj. vremensko razdoblje između dva remonta je 18 mjeseci. Tijekom remonta, osim pregleda opreme, zamjene neispravnih i istrošenih dijelova, te kontrolnih testiranja, obavlja se i djelomična zamjena nuklearnog goriva u reaktoru, istrošeno gorivo se vadi iz reaktora i smješta u bazen za istrošeno gorivo, a nadomješta se svježim gorivom. Prema pokazateljima pogonske učinkovitosti 2007. (engl. Performance Indicator Index) dostignuta je vrijednost 98,1 za faktor kapacitivnosti, što je NEK dovelo među četvrtinu najboljih nuklearnih elektrana u svijetu.

## Povijest
Hrvatska i Slovenija 1970. sklopile su sporazum o izgradnji nuklearne elektrane kod mjesta Krško u Sloveniji. U kolovozu 1974. investitori su sklopili ugovor o nabavi opreme i gradnji nuklearne elektrane snage s američkim poduzećem Westinghouse Electric Corporation, projektant je bilo poduzeće Gilbert Associates Inc., izvođači radovi bila su domaća poduzeća Gradis i Hidroelektra, a montažu su obavili Hidromontaža i Đuro Đaković.
Dana 1. prosinca 1974. položen je kamen temeljac. U siječnju 1984. NEK je dobila dozvolu za redovit rad. 

## Dijelovi NE Krško

### Primarni krug elektrane

#### Jezgra reaktora NE Krško
Jezgra NE Krško sadrži 121 nuklearni gorivni element prosječnog obogaćenja od 4,3 % uranija-235. Svaki element je građen od 235 gorivnih šipki razmještenih u matričnoj formi 16 x 16 u kojoj se još nalazi 20 lokacija za kontrolne šipke te jedna instrumentacijska. U prvih 7 ciklusa rada reaktora NE Krško koristili su se standardni Westinghouse (STD) 16 x 16 gorivni elementi s oblogom gorivnih šipki od Zircaloya-4. Od 7 do 11 radnog ciklusa uvodi se noviji tip dizajna, Vantage5 koji koristi gorive tablete od prirodnog uranija obogaćenja 0,74 w/o U-235, pri čemu su implementirane neke od karakteristika Vantage5 serije gorivnih elemenata poput uvođenja aksijalnih zona od prirodnog uranija, čime je poboljšana ekonomičnost iskorištenja termičkih neutrona, korištenje integriranih gorivih apsorbera (engl. Integrated Fuel Burnable Absorbers - IFBA), te visok stupanj odgora (do 60 GWd/tU). U 11. ciklusu se uvode novine u smislu naprednije i poboljšane izvedbe Zircaloy-4 obloge gorivnih šipki. S početkom 15 radnog ciklusa jezgre reaktora s regijom 17 započinje uvođenje standardne serije Westinghouse 16x16 (STD) gorivnih elemenata VANTAGE+ s gorivim tabletama anularnog obogaćenja od 2,6 w/o U-235. Glavna razlika u odnosu na VANTAGE5 seriju je u materijalu obloge gorivnih šipki. U ovom slučaju se koristi slitina ZIRLO čije su glavne karakteristike povećana otpornost prema koroziji i smanjen utjecaj neutronskog ozračivanja. Pri svakom punjenju jezgre na početku novog radnog ciklusa jedan dio gorivih elemenata sadrži sagorive apsorbere koji smanjuju reaktivnost svježeg goriva, poboljšavaju raspodjelu snage i smanjuju koncentraciju borne kiseline na početku ciklusa. U NE Krško se upotrebljavaju Westinghouse integralni sagorivi apsorberi koji sadrže gorive tablete naparene tankim slojem cirkonijevog diborida. Vanjske dimenzije gorivne šipke koje sadrže IFBA-u u odnosu na one koje ne sadrže su identične. Jedina razlika je u početnoj širini zazora i tlaku helija u zazoru (1,379 u odnosu na 1,896 ). Gorivne tablete s IFBA-om se nalaze u centralnom dijelu gorivne šipke u ukupnoj dužini od 305 cm. Važno je za napomenuti da se Westinghouseove gorivne šipke s IFBA-om koriste od 1987. Parametri kojima se karakteriziraju pojedini dizajni gorivnih elemenata koji sadrže gorivne šipke s IFBA-om su kao što je navedeno linearna gustoća u cirkonij diboridu, zatim broj šipki koje sadrže IFBA-u te njihov raspored u gorivnom elementu. Broj IFBA gorivnih šipki po gorivnom elementu obično varira od nule do 60 % ukupnog broja gorivnih šipki u elementu (npr. za 16 x 16 matričnu formu broj IFBA šipki može varirati od 0 do 141). Broj gorivnih šipki s IFBA-om po gorivnom elementu za 16 x 16 formu može biti 20, 32, 48, 64, 80, 92, 116 ili 148.

#### Reaktorska posuda
Reaktorska posuda sadrži jezgru nuklearnog reaktora i vodu (rashladno sredstvo i moderator ili usporivač neutrona pod tlakom). Kao reaktorsko hladilo, moderator neutrona i otapalo borne kiseline upotrebljava se obična demineralizirana voda. Reaktorska posuda je napravljena od ugljičnog čelika s dodacima molibdena i mangana, zbog povećanja čvrstoće i žilavosti, a unutrašnjost je presvučena slojem nehrđajućeg čelika zbog sprječavanja korozije. Uloge reaktorske posude vezane s radom reaktora su: podržavanje i učvršćivanje gorivnih elemenata, vođenje rashladnog fluida kroz jezgru, vođenje i učvršćivanje kontrolnih štapova, vođenje neutronskih detektora u jezgri.
Da bi to bilo moguće u unutrašnjost reaktorske posude ovjesi se posebna cilindrična posuda manjeg promjera sastavljena iz dva dijela. Gornji dio služi kao vodilica kontrolnih štapova, a u donji se smještaju gorivni elementi. Otvor za ulaz rashladne vode u reaktor nalazi se iznad jezgre, pa fluid nakon ulaska u reaktor struji prema dolje u prostoru između reaktorske posude i unutarnje posude, sve dok ne dođe ispod donjeg nivoa jezgre. Tada se tok fluida usmjerava prema gore kroz jezgru paralelno s gorivnim štapovima, a nakon toga prema izlaznom otvoru. Reaktorska posuda NEK-a ima po dva ulazna i izlazna otvora. Kontrolni štapovi ulaze u jezgru s gornje strane, a neutronski detektori s donje strane. Vanjski promjer reaktorske posude je 3,69 metara, visina 11,9 metara, debljina stijenke 168 milimetara, a masa prazne posude 327 tona. 
Tokom rada reaktora dio neutrona i gama zraka bježi iz jezgre i bombardira reaktorsku posudu uzrokujući radijacijsko oštećenje tj. smanjuje žilavost materijala i time skraćuje radni vijek elektrane. Da bi se smanjilo ozračivanje reaktorske posude promijenjena je i shema zamjene goriva, te se sada svježe gorivo stavlja bliže centru. Iako bi NEK trebao prestati s radom 2023., očekuje se da će u slučaju zadovoljavajućeg stanja reaktorske posude taj radni vijek biti produljen. 

#### Parogeneratori
Parogeneratori su izmjenjivači topline, a zadatak im je toplinsku energiju nastalu u primarnom krugu prenijeti u sekundarni rashladni krug. NEK ima dva okomito postavljena parogeneratora (po jedan u svakoj rashladnoj petlji). Primarni dio parogeneratora je snop od 5428 tankih U-cijevi, ukupne površine 7177 m2, kroz koje protječe voda zagrijana u reaktoru. Velika površina potrebna je da bi se korisnije prenijela toplina sekundarnom krugu. Voda u sekundarnoj strani parogeneratora (napojna voda) nalazi se na nižem tlaku nego što je tlak u primarnom dijelu parogeneratora, te nakon zagrijavanja isparava. Smjesa vode i pare podiže se prema gore zbog konvekcije. Budući da je zbog očuvanja turbinskih lopatica dozvoljen maseni udio vlage u pari do 0,25 %, smjesa vode i pare prolazi kroz separatore vlage, a nakon toga i kroz sušionike pare. Para koja izlazi iz parogeneratora je suhozasićena para tlaka 6,5 MPa i temperature oko 280 °C. Visina parogeneratora je 20,7 metara, a masa preko 320 tone.

#### Tlačnik
Uloga tlačnika je održavanje tlaka u primarnom krugu u stacionarnom pogonu ili prilikom brzih prijelaznih pojava. Tlačnik je čelična posuda cilindričnog oblika u čijem se donjem dijelu nalaze električni grijači vode i priključak na primarni krug, a u gornjem rasteretni ventili, sigurnosni ventili, te uređaji za ubrizgavanje vode. U normalnom pogonu 60 % tlačnika ispunjeno je vodom, a ostatak je vodena para. Ako iz nekog razloga (hlađenja npr.) dolazi do pada tlaka u primarnom sistemu, nivo vode u tlačniku opada, jer voda iz njega istječe. Tlak u tlačniku također će padati što za posljedicu ima dodatno isparavanje vode u tlačniku, odnosno ublažavanje pada tlaka. Povećanjem snage grijača taj se efekt pojačava. U slučaju rasta tlaka u primarnom krugu raste i nivo vode u tlačniku, te dolazi do komprimiranja pare u gornjem dijelu tlačnika. Ubrizgavanjem vode u parni prostor, ili smanjivanjem snage grijača, može se smanjivati tlak. Obujam tlačnika NE Krško je 28,3 m3.

#### Glavne primarne pumpe
Uloga glavnih cirkulacijskih pumpi je uspostava i održavanje prisilne cirkulacije rashladnog fluida u primarnom krugu pri konstantnom tlaku. S obzirom na to da toplinski stupanj djelovanja u nuklearnoj elektrani ovisi o prosječnoj temperaturi rashladnog fluida, poželjno je da je ta temperatura što viša. Međutim, maksimalna temperatura hladioca ograničena je dopuštenim iznosom temperature hladioca u reaktoru, pa se povećanje prosječne temperature hladioca može postići smanjenjem prirasta temperature hladioca u reaktoru. Da bi za danu snagu prirast temperature bio manji, mora se povećavati protok (brzina) rashladnog sredstva kroz reaktor. Veća brzina strujanja zahtjeva veću snagu pumpe (ovisnost je o v3), iz čega proizlazi da je snaga pumpe ograničavajući faktor za smanjenje prirasta temperature u primarnom krugu. Smanjenje istjecanja primarnog fluida reaktora kroz osovinu pumpe postiže se protutlačnim brtvljenjem, a podmazivanje se također vrši vodom, jer upotreba maziva ne dolazi u obzir. Svaka od dvije glavne cirkulacijske pumpe NE Krško pogonjene su asinkronim motorima snaga 5,2 MW, nazivnog napona 6 kV. Masa pojedine pumpe iznosi 78,5 tona, visina 8,1 metara, a volumni protok vode je 6,3 m3/s.

#### Cjevovodi primarnog kruga
Cjevovodi primarnog kruga napravljeni su od nehrđajućeg čelika, a dijele se na: 
- tople (između nuklearnog reaktora i parogeneratora),
- hladne (između glavne primarne pumpe i reaktora),
- poprečne (između parogeneratora i pumpe napojne vode).

Unutarnji promjeri cjevovoda u NE Krško se mijenjaju od 699 mm do 737 mm, dok su debljine stijenki od 59 do 62 mm.

#### Zaštitna zgrada
Sve naprijed navedene komponente primarnog kruga NE Krško nalaze se unutar zaštitne zgrade. Zaštitna se zgrada sastoji od tri dijela: čelični plašt (kontejnment), međuprostor (anulus) i zaštitna armirano-betonska zgrada. Čelični je plašt projektiran za tlak 0,357 MPa, odnosno onaj tlak koji bi nastao u njemu zbog pucanja primarnog cjevovoda. Tada bi došlo do naglog pada tlaka u primarnom krugu i voda bi isparila povećavajući tlak unutar čeličnog plašta. S obzirom na to da je ta para radioaktivna, važno je sačuvati integritet kontejnmenta. Visina čeličnog plašta NE Krško je 71 metara, promjer 32,1 metar, a debljina stijenke 3,8 mm. Debljina betona armirano-betonske zgrade je 760 mm, a između nje i kontejnmenta se nalazi međuprostor širine 1,45 metara. 

#### Pomoćni sustav reaktora
Zadatak pomoćnih sustava reaktora je osiguravanje rada elektrane u normalnim uvjetima, te zaštita reaktora u slučaju kvarova. Zaštita reaktora i sprječavanje ispuštanja fisijskih produkata u atmosferu mora biti ostvareno i u slučajevima glavnog projektnog kvara (lom primarnog cjevovoda), ili, na sekundarnoj strani nuklearne elektrane, loma parovoda ili loma cjevovoda napojne vode parogeneratora.
Pomoćni sustavi NE Krško su: 
- sustav za volumnu i kemijsku kontrolu,
- sustav za odvođenje ostatne topline,
- sustav za zaštitno hlađenje jezgre,
- sustav za hlađenje nuklearnih komponenata,
- sustav za tuširanje unutrašnjosti kontejnmenta,
- pomoćni sustav napojne vode.

### Sekundarni i tercijarni krug elektrane
Sekundarni krug nuklearne elektrane sličan je onom kod termoelektrane, s tim da u nuklearnoj elektrani parogenerator ima ulogu parnog kotla. Tlak zasićene pare na izlazu iz svakog parogeneratora je 6,5 MPa (na ulazu u turbinu 6,2 MPa), a temperatura 280,1 °C, što su vrijednosti niže od modernih termoelektrana na ugljen. Parametri pare određeni su temperaturom primarnog kruga i postizanjem što boljeg stupnja djelovanja turbinskog ciklusa. Niži tlak pare ima za posljedicu veće presjeke cjevovoda i turbina (osobito niskotlačnih dijelova).
Protok pare je 1,09 tona/sekundi, a vlažnost na ulazu u turbinu je 0,46 %. Međutim, tijekom ekspanzije u turbini vlažnost pare se povećava, tako da se nakon visokotlačnog dijela turbine para najprije odvodi u separatore i pregrijače pare, a tek onda u niskotlačni dio. Povećana vlažnost ugrožava integritet lopatica turbine, koja se vrti kutnom brzinom 157 rad/s (1500 okr/min). Nakon izlaska iz niskotlačnog dijela turbine, para odlazi u kondenzator, a zatim nakon prolaska kroz četiri niskotlačna regenerativna grijača napojne vode (i jednog visokotlačnog) odlazi natrag u parogenerator. U slučaju naglog rasterećenja generatora, brzozatvarajući ventili zatvaraju dovod pare u turbinu, pa para ide izravno u kondenzator. Kondenzator se hladi vodom uzetom iz Save. Brana na Savi omogućava dovoljnu dubinu vode za usis rashladnih pumpi. Rijeci Savi se nakon ispuštanja rashladne vode kondenzatora temperatura smije povisiti za 3 °C, te u slučaju niskog vodostaja rashladna voda prolazi kroz rashladne tornjeve da bi joj se snizila temperatura. Osim rashladne vode za hlađenje, kondenzatora savska se voda koristi i za neovisno hlađenje izmjenjivača topline u sustavu za odvođenje topline iz nuklearnih dijelova.
S obzirom na to da je sigurno napajanje parogeneratora napojnom vodom izuzetno važno za sigurnost elektrane, osim osnovnog sustava postoji i pomoćni sustav za napajanje. Zadatak pomoćnog sustava za napajanje je osiguravanje hlađenja parogeneratora u slučaju kvara u osnovnom sustavu, a u normalnom pogonu ima primjenu pri stavljanju elektrane u pogon i pri obustavi rada elektrane. Pomoćni sustav napojne vode vezan je na više neovisnih naponskih izvora.

### Električni sustav
Trofazni električni generator ima snagu od 813 MVA s cos Φ 0,85, kratkospojnim odnosom od 0,50 i naponom od 21 kV. Rotor trofaznog generatora hlađen je vodikom, a stator vodom. Uzbudna naprava nema četkica. Kod protoka Save većih od 100 m3 u sekundi, kondenzator se hladi protočno. Temperatura vode u Savi smije se nakon miješanja s rashladnom vodom povećati najviše za 3 °C, a ne smije prijeći 28 °C.
NE Krško uključena je u 400 kV prijenosni elektroenergetski sustav. Električna energija prenosi se s generatora preko dvaju transformatora u rasklopno postrojenje elektrane, a od tuda preko jednog dalekovoda prema Mariboru i dva prema Zagrebu, te transformatora na 110 kV sabirnice razvodno - transformatorske postaje Krško. Elektrana se električnom energijom opskrbljuje iz vlastitog generatora ili iz 400 kV sustava, a u slučaju njegovog raspada preko 110 kV kablovoda iz RTP Krško. Dodatno napajanje elektrane osigurava Termoelektrana Brestanica koja je od NEK udaljena 7 km, a koja može isključiti sve ostale potrošače i napajati samo NEK. U slučaju ispada vanjskih izvora napajanja NEK ima dva dizelska generatora s po 3,5 MW snage, koji mogu već u 10 sekundi isporučivati energiju. Snaga svakog dovoljna je za napajanje potrebne opreme koja osigurava sigurno zaustavljanje rada elektrane.

### Zgrade
Svi su tehnološki značajniji objekti nuklearne elektrane izgrađeni na masivnoj ploči od armiranog betona postavljenoj na glineno - pješčanim slojevima pliocenskih taloga Krškog polja. Ta ploča čini čvrst temelj, siguran od potresnih udara. Zgrade su projektirane i građene tako da mogu bez oštećenja izdržati potres od 9 stupnjeva po Mercallijevoj ljestvici. Skladište srednje i nisko radioaktivnog otpada smješteno je na jugozapadnom rubu elektrane, a upravna zgrada s radionicama i rasklopno postrojenje uz sjeverni rub, pri ulazu u elektranu.

## Ispuštanje radioaktivnosti
Godišnja ekvivalentna doza od prirodnih radioaktivnih izvora u okolici NEK-a je na nivou svjetskog prosjeka: 2,44 mSv. Doprinos NEK-a ekvivalentnoj dozi stanovnika koji živi u okolici elektrane bio je 0,002 mSv 2007., što je puno manje od dozvoljenih 0,050 mSv godišnje po stanovniku na udaljenosti od 500 metara od ograde NEK-a. Iznos od 0,002 mSv je manje od 0,1 % godišnje ekvivalentne doze od prirodnih izvora. Ispuštena aktivnost u tekućim ispustima za fisijske i aktivacijske produkte 2007. iznosila je 0,12 % dozvoljene aktivnosti, odnosno 48,3 % dozvoljene aktivnosti za biološki slabo aktivan tricij. Aktivnost plinovitih fisijskih i aktivacijskih plinova bila je oko 0,29 % propisanih vrijednosti, dok je aktivnost joda-131 i ostalih izotopa joda bila na sličnom nivou: 0,26 % dozvoljene vrijednosti. 
Pri radu nuklearne elektrane nastaje plinoviti, tekući i kruti radioaktivni otpad. Za obradu otpadnih radioaktivnih plinova u elektrani se nalaze dva paralelna zatvorena kruga s kompresorom i katalitičkom peći za spaljivanje vodika i 6 spremnika za raspad i zadržavanje komprimiranih nestabilnih plinova. Četiri spremnika za plinove upotrebljavaju se tijekom redovitog rada elektrane, a dva kad je reaktor ugašen. Kapacitet spremnika dovoljan je za zadržavanje plina duže od mjesec dana. U tom se vremenu većina kratkoživućih nestabilnih plinova raspadne, a preostali se plinovi puštaju u atmosferu pri povoljnim meteorološkim uvjetima. Automatski instrumenti za mjerenje radioaktivnosti u ventilacijskom ispustu sprečavaju nekontrolirano ispuštanje plinova kada je koncentracija radioaktivnih plinova veća od dopuštene. 
Tekući radioaktivni otpad pročišćava postrojenje za pročišćavanje koje se sastoji od spremnika, pumpi, filtra komore za isparavanje i dvaju demineralizatora. Posebno se čisti voda s talogom iz parogeneratora. Radioaktivnost otpadne vode ispuštene u Savu znatno je niža od dopuštenih vrijednosti. Sav kruti radioaktivni otpad koji nastaje tijekom rada elektrane, prilikom održavanja i popravaka, skuplja se u pogonu za kruti otpad. Većinu otpada čine istrošeni ionski izmjenjivači, talog iz komore za isparivanje, istrošeni filtri i ostali kontaminirani otpad kao što su papir, ručnici, radna odijela, laboratorijska oprema i alat. Kruti se radioaktivni otpad komprimira te se s njime pune 208 litarske bačve od čeličnog lima. Te se bačve privremeno pohranjuju u skladištu uz elektranu.

## Otklon u NE Krško 2008.
Reaktor Nuklearne elektrane Krško isključen je u srijedu navečer oko 21 sat, 4. lipnja 2008., zbog curenja rashladne tekućine. Inspekcija je otkrila problem i ustanovila da je riječ o puštanju jednog ventila koji je zamijenjen. Prema mjerenjima Zavoda za nuklearnu sigurnost dviju država (Hrvatske i Slovenije), manji kvar u elektrani ne znači nikakvu opasnost za ljude i okoliš. Hrvatski Zavod za nuklearnu sigurnost je objasnio da je riječ o kvaru koji se određuje kao nesvakidašnji događaj, te se prema Međunarodnoj ljestvici za nuklearne nesreće (INES ljestvica) od sedam stupnjeva, odreduje kao događaj razine 0 ili otklon. Državni zavod za nuklearnu sigurnost u Hrvatskoj ima 15 postaja za mjerenje radijacije, a one tri u blizini Slovenije nisu bilježile radiokativnost veću od prirodnih razina.

## Vanjske poveznice
- Nuklearna elektrana Krško